# Бахтеяров-Ростовский, Иван Иванович
Князь Иван Иванович Бахтеяров-Ростовский — голова и воевода во времена правления Фёдора Ивановича.
Из княжеского рода Бахтеяровы-Ростовские. Второй, из трёх сыновей князя Ивана Фёдоровича Бахтеярова-Ростовского. Имел братьев, князей: боярина Владимира и воеводу Андрея Ивановичей.

## Биография
В 1592 году письменный голова при князе Трубецком в войсках правой руки в походе против шведов. В этом же году воевода в Михайлове, а после сходный воевода Большого полка в Туле. В 1593 году первый воевода в Болхове, откуда направлен сходным воеводой Большого полка в Михайлов, а потом в том же чине в Царицын. В 1594 году показан в дворянах, сидел первым в Ответной палате при представлении боярам немецкого посла. В этом же году первый воевода в Мценске, откуда в марте указано ему быть сходным воеводой Передового полка в Туле. В 1595 году первый воевода в Михайлове, откуда направлен сходным воеводой Передового полка в Пронск. В 1596 году первый воевода в Ельце. В 1597 году первый воевода в Пронске, откуда ходил сходным воеводой Большого полка окраинных войск.
По родословной росписи показан бездетным.